# Christophe Rouillon
Christophe Rouillon (ur. 26 stycznia 1967) – francuski samorządowiec, od 2001 roku mer Coulaines. Od 2019 roku jest przewodniczącym frakcji Partii Europejskich Socjalistów w Europejskim Komitecie Regionów.      
Od 1998 roku jest radnym departamentu Sarthe, a w latach 1995–2001 był radnym rady miejskiej w Le Mans.      

## Życiorys
Ukończył prawo publiczne na Université du Mans. Uzyskał tytuł magistra z prawa publicznego na Université Panthéon-Sorbonne oraz magistra w dziedzinie politologii na Université Paris-Panthéon-Assas. Ukończył również studia podyplomowe z zakresu europeistyki w École Nationale d'Administration. Od 1991 roku pracował jako doradca ministra Michela Vauzelle, a od 1996 roku jako prawnik w Ministerstwie Gospodarki, Finansów i Przemysłu.

### Działalność polityczna
W 1993 roku był współzałożycielem młodzieżówki Partii Socjalistycznej, której został następnie wiceprzewodniczącym. W 1995 roku został radnym rady miejskiej w Le Mans. W marcu 1998 roku został wybrany radnym departamentu Sarthe. W 2001 roku wybrano go merem Coulaines. W marcu 2004 roku został ponownie wybrany radnym Sarthe.
W 2005 roku został wiceprzewodniczącym Stowarzyszenia Merów Francji. W grudniu tego samego roku został członkiem Europejskiego Komitetu Regionów, w którym dołączył do frakcji Partii Europejskich Socjalistów (PES). Zasiadł także w Komisji Obywatelstwa, Sprawowania Rządów, Spraw Instytucjonalnych i Zewnętrznych (CIVEX) i Komisji Polityki Gospodarczej (ECON). W 2008 roku został członkiem biura krajowego Stowarzyszenia Małych Miast Francji, a w marcu tego samego roku został ponownie wybrany merem miasta. W 2009 roku został członkiem Zgromadzenia Eurośródziemnomorskiego. W marcu 2011 roku uzyskał reelekcję jako radny departamentu.
W 2014 roku został drugim wiceprezesem Le Mans Métropole odpowiedzialnym za szkolnictwo wyższe i badania. W marcu tego samego roku ponownie wybrano go merem. W 2015 roku został wybrany koordynatorem PES w Komisji Polityki Gospodarczej. W tym samym roku uzyskał reelekcję na funkcji radnego Sarthe. W 2017 roku został pierwszym wiceprzewodniczącym PES w Komitecie Regionów. W 2018 roku został przewodniczącym PES Local, organizacji zrzeszającej socjalistycznych samorządowców z Europy.
W czerwcu 2019 roku został wybrany przewodniczącym frakcji Partii Europejskich Socjalistów w Europejskim Komitecie Regionów. W marcu 2020 roku ponownie wybrano go merem uzyskując 80,66% głosów, a w 2021 roku uzyskał reelekcję jako radny departamentu.

## Odznaczenia i wyróżnienia
- Kawaler Legii Honorowej (2021)[10]